# Munro (berg)
Een munro is een Schotse berg of heuvel met een hoogte die minstens 3000 voet ofwel 914,4 meter bedraagt. Deze bergen ontlenen hun naam aan Hugh Munro (1856–1919), die als eerste een complete lijst van deze bergen, bekend als Munro's Tables opstelde, of probeerde op te stellen, in 1891.
De huidige lijst van de Scottish Mountaineering Club telt 282 Munro's. 

360° Panorama vanaf de Sgurr Fiona, een van de twee toppen van de munro An Teallach, een van de meest indrukwekkende Schotse bergen, gelegen ten zuidoosten van Dundonnell, in een gebied dat vaak wordt aangeduid als de "grote woestenij" ("great wilderness").

Ondanks hun relatief beperkte hoogte, is het bewandelen of beklimmen van de munro's niet eenvoudig, gezien hun hoge breedtegraad en het verraderlijke Schotse weer dat vaak onder invloed staat van Atlantische storingen.
Zelfs in de zomer kunnen de weersomstandigheden nabij de top vrij gevaarlijk zijn: dikke mist, sterke wind, hevige regen en vriestemperaturen komen vaak voor.
Het beklimmen in de winter is enkel weggelegd voor ervaren bergbeklimmers, deze beklimmingen worden tot de meest uitdagende beklimmingen van Europa gerekend.
Sommige wandelaars zijn niet voldoende voorbereid op de vaak extreme weersomstandigheden op de top, waardoor soms doden vallen, vaak door wegglijden op natte rotsen en ijs.
De bekendste munro is ongetwijfeld Ben Nevis nabij Fort William.  Hij is de hoogste heuvel of berg in Schotland en het volledige Verenigd Koninkrijk met een hoogte van 1344 meter (of 4.409 voet).
Personen die de top van alle 282 munro's bereikt hebben, worden completionisten genoemd. Archibald Eneas Robertson begon met klimmen in 1889 en was de eerste die in 1901 alle munros had beklommen. De laatste die hij op zijn naam schreef was Meall Dearg (953 m) in Glen Coe.